# Taradeau
Taradeau este o comună în departamentul Var din sud-estul Franței. În 2009 avea o populație de 1.730 de locuitori.

## Evoluția populației
| An        | 1975 | 1982 | 1990  | 1999  | 2006  | 2009  |
| --------- | ---- | ---- | ----- | ----- | ----- | ----- |
| Populație | 535  | 774  | 1.151 | 1.619 | 1.685 | 1.730 |